# I ragazzi del 42º plotone
I ragazzi del 42º plotone è un film del 1989, diretto da Camillo Teti.

## Trama
Vietnam, due soldati americani scortano una cantante e il suo manager al fine di raggiungere un territorio amico dopo aver subito un attacco dalle forze nemiche.